# Veilly
Veilly est une commune française située dans le canton d'Arnay-le-Duc du département de la Côte-d'Or, en région Bourgogne-Franche-Comté.

## Géographie
Veilly se trouve à la croisée des pays entre l'Arrière-Côte de Beaune, le début du massif du Morvan et les plaines de l'Auxois. Bligny-sur-Ouche (6 km) et Arnay-le-Duc (10 km) sont les deux bourgs les plus proches de Veilly.
La commune de Veilly possède une superficie de 539,43 ha dont 66,34 ha de bois et forêts et 4,89 ha de propriétés bâties. Le point culminant de la commune se trouve au sommet de la colline dite du « Mont de Veilly ». La rivière qui traverse Veilly provient de la source de « Vertelet » et se jette dans l'étang « Le Creux de l'Isle ».
Il existe deux étangs : l’étang du Creux de l'Ile et l’étang de l'abreuvoir des gués. De même, la commune de Veilly possède une source minérale ferrugineuse et légèrement purgative.

### Climat
Pour des articles plus généraux, voir Climat de la Bourgogne-Franche-Comté et Climat de la Côte-d'Or.
En 2010, le climat de la commune est de type climat océanique dégradé des plaines du Centre et du Nord, selon une étude du Centre national de la recherche scientifique s'appuyant sur une série de données couvrant la période 1971-2000. En 2020, Météo-France publie une typologie des climats de la France métropolitaine dans laquelle la commune est exposée à un climat océanique altéré et est dans une zone de transition entre les régions climatiques « Lorraine, plateau de Langres, Morvan » et « Bourgogne, vallée de la Saône ». 
Pour la période 1971-2000, la température annuelle moyenne est de 10 °C, avec une amplitude thermique annuelle de 16,8 °C. Le cumul annuel moyen de précipitations est de 885 mm, avec 12,5 jours de précipitations en janvier et 7,6 jours en juillet. Pour la période 1991-2020, la température moyenne annuelle observée sur la station météorologique de Météo-France la plus proche, « Arnay_sapc », sur la commune de Saint-Prix-lès-Arnay à 8 km à vol d'oiseau, est de 10,5 °C et le cumul annuel moyen de précipitations est de 799,9 mm,. Pour l'avenir, les paramètres climatiques de la commune estimés pour 2050 selon différents scénarios d'émission de gaz à effet de serre sont consultables sur un site dédié publié par Météo-France en novembre 2022.

## Urbanisme

### Typologie
Au 1er janvier 2024, Veilly est catégorisée commune rurale à habitat très dispersé, selon la nouvelle grille communale de densité à 7 niveaux définie par l'Insee en 2022.
Elle est située hors unité urbaine et hors attraction des villes,.

### Occupation des sols
L'occupation des sols de la commune, telle qu'elle ressort de la base de données européenne d’occupation biophysique des sols Corine Land Cover (CLC), est marquée par l'importance des territoires agricoles (85,9 % en 2018), une proportion identique à celle de 1990 (85,9 %). La répartition détaillée en 2018 est la suivante : prairies (60,7 %), terres arables (17,6 %), forêts (14,1 %), zones agricoles hétérogènes (7,7 %). L'évolution de l’occupation des sols de la commune et de ses infrastructures peut être observée sur les différentes représentations cartographiques du territoire : la carte de Cassini (XVIIIe siècle), la carte d'état-major (1820-1866) et les cartes ou photos aériennes de l'IGN pour la période actuelle (1950 à aujourd'hui).

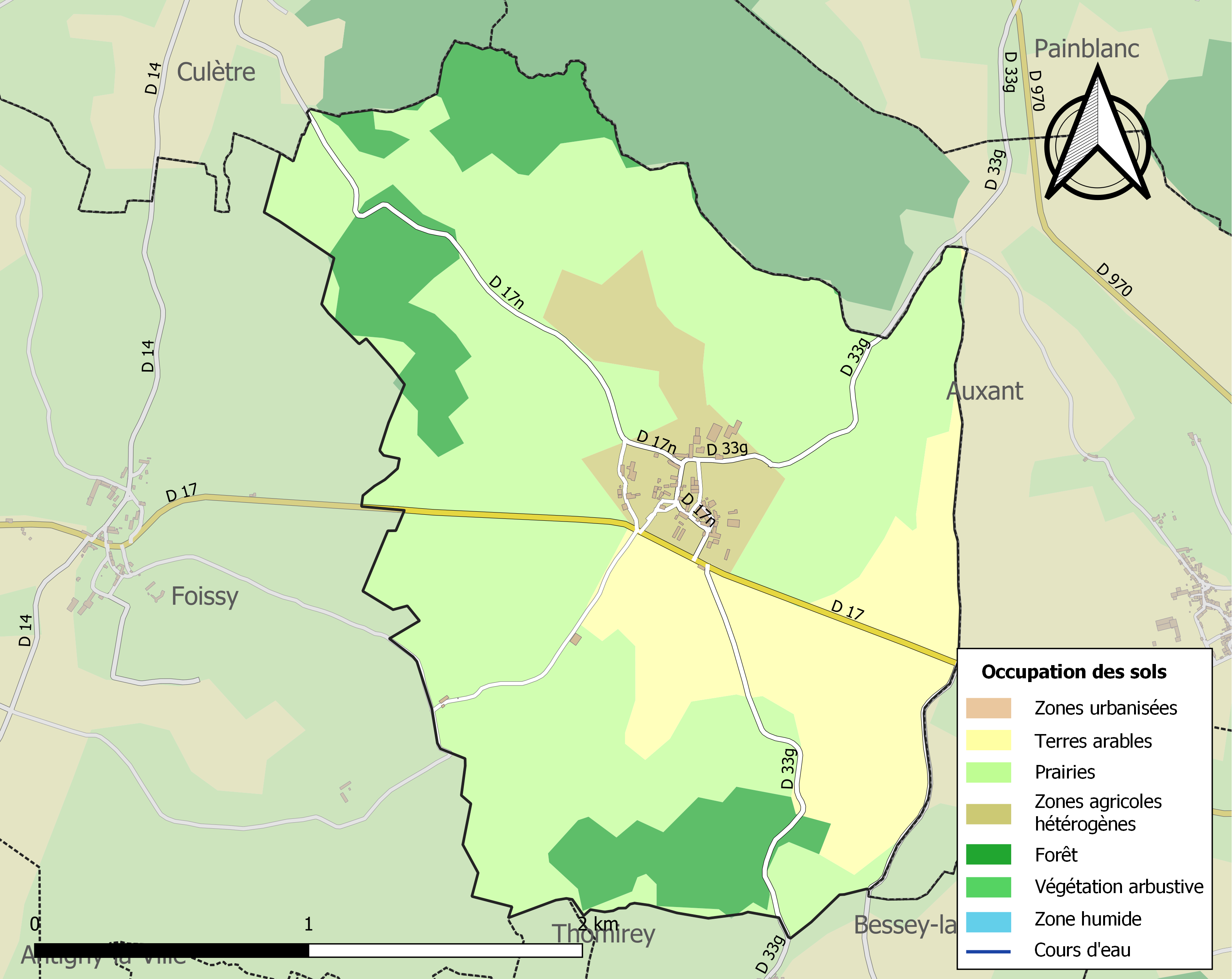
Carte des infrastructures et de l'occupation des sols de la commune en 2018 (CLC).

## Histoire

### L'origine
Veilly, Vely, Velly ou Vesly sont un seul et même nom de famille diversement orthographié, mais se prononçant toujours d'une façon identique Vel-ly. Il existerait plusieurs villages appelés Veilly dont Veilly sur l'Aisne près de Soissons, Veilly-sur-Avon près de Meaux, et Veilly-sur-Sauldre dans le Cher.
Les noms de village de Villey-sur-Tille (21), Villy-en-Auxois (21), Villy-le-Moutier (21), Veilly (21), Villy (89) sont probablement des formes locales de villare, un dérivé du mot villa et désigne un hameau ou une ferme, et non des noms d’hommes gallo-romains. Ce terme s’est développé à l’époque carolingienne.
Le nom de Veilly pourrait aussi venir de vidu qui signifie « forêt » en gaulois. Les habitants de ce village s'appellent les Vidéliens.

### Veilly-sous-Antigny
Avant de s'appeler Veilly, le village était désigné sous le nom de Veilly-sous-Antigny pendant l'Ancien régime. Les premières traces du nom de Veilly se retrouvent en 985 dans les Chartes de Cluny (un village désigné sous le nom de Valelia, peut-être Veilly).
Veilly est orthographié dans les anciennes cartes (dont la date est mentionné entre parenthèses) de manière différente: Veilli dans le cartulaire de Citeaux (1098-1100) ; Bernardus de Videliaco (1116) ; Villeiacum (1140) ; Villiacum (1201) ; Viellé (1210) par LA Bussière H531 ; Vileium (1229) ; Viillé (1301) ; Villegum (1312) ; Veilez (1333) ; Vilegum (1343) ; Veley (1343) ; Veilley (1424) ; Villey (1431) ; Villey près d’Antigny (1450) ; Veilly soubz Antigny (1494) ; Veylley (1494) ; Veylley (1495) ; Veilly soubz Anigny le Chastel (1646) ; Veilly (1656) ; Veilly soubs Antigny (1657) ; Vielly (1663) ; Veilly sous Antigny le château (1791).
Quoi qu'il en soit, Veilly est désigné sous le nom de Villiacum par l’abbé Courtépée dans sa description générale de la Bourgogne (1780), ouvrage qui fait encore autorité.
D'un point de vue géographique, le village était à l'origine une ancienne villa gallo-romaine, suivant des sources historiques, qui était située sur l'un des flancs du Mont de Veilly.
Le village se serait dès lors « déplacé » du site de la villa gallo-romaine autour du XIVe ou XVe siècle vers l'endroit où il se situe aujourd'hui pour cause de peste semble-t-il.

### Sous l'Ancienne France
Sous l'Ancien Régime, Veilly-sous-Antigny vivait principalement d'une économie agraire et forestière et était dépendante des seigneurs locaux.
Le village dispose encore d'une chapelle du XVe siècle (voir ci-dessous) et d'une église du XVIIe siècle (voir ci-dessous). Il existe encore une bâtisse datant du XVe siècle mais elle est actuellement en ruine (elle est de style Renaissance), et le reste des maisons du village datent des XVIIe et XVIIIe siècles et pour certaines du XIXe siècle (la mairie est plus récente et date du début XXe siècle). Deux fermes possèdent cependant des pigeonniers datant de l'Ancien Régime laissant supposer que la population du village était composée d'officiers d'État ou de greffiers au service des seigneurs locaux en plus d'un membre du clergé régulier (il existait une cure) et des fermiers, laboureurs et manœuvres. Ainsi, les sources historiques mentionnent la présence d'un certain Étienne de Poigny, notaire à Veilly-sous-Antigny au XVIIe siècle ou encore Biaise Gaulthier, notaire royal, demeurant à Veilly-en-Auxois.
Veilly est mentionné dans l’Histoire de la ville de Beaune comme une « Paroiffe de l'Archiprêtré d'Arnay-le-Duc, fous le vocable de Saint Caffien, à quatre lieues oueft-nord-oueft de Beaune ; la Cure du patronage de la Collégiale de Saulku, & la Terre de la dépendance du Marquifat d'Antigny . »
On vénérait à Veilly, sous l'ancienne France, saint Cassien. Il s'agit de Cassien d'Autun  qui est encore aujourd'hui vénéré et considéré comme le saint patron de Veilly (il est fêté le 5 août). En effet, on peut encore trouver des statues de Cassien d'Autun encastrées dans les murs de la ferme du mont de Veilly et dans une des maisons du village. Saint Cassien est aussi le saint patron de plusieurs villages en Bourgogne (en Côte d'Or: Athie, Ecutigny, et Savigny-lès-Beaune).
Veilly a été sous la dépendance de la seigneurie d’Antigny depuis le Moyen Âge. Antigny est situé à deux kilomètres de Veilly (château de Foissy, village d'Antigny-le-Château et d'Antigny-la-Ville). Durant plusieurs siècles, les seigneurs d’Antigny avaient le droit de « justice haute, moyenne et basse au dit Heu de Veilly et sur ses sujets ». Les habitants des environs d'Antigny, « les dits manans et habitans du dit Veilly… » devait « en personne faire le guet et garde au chastel du dit Antigny à tour de rolle et aporter pour la dite garde les armes et batons qu'ils peuvent fournir selon leurs facultés, le tout en temps de guerre et d'imminent péril ». La Seigneurie d'Antigny était une des plus anciennes baronnies de Bourgogne. La Seigneurie d'Antigny fut successivement possédée par les comtes de Joigny, par les seigneurs de la Tremoille, repris par les Vienne, puis passa en 1651 aux Damas. Cette terre fut érigée en marquisat en 1654. Louis XVIII éleva Charles César de Damas à la pairie et Charles X lui accorda le titre de duc en 1827. En 1923, le château a été racheté par un diplomate américain Royall Tyler et sa femme Elisina. Il a été vendu a un sujet de Sa Très Gracieuse Majesté en 2012.
Il semble qu'une partie des terres de Veilly ait été sous la domination des seigneurs de Lusigny jusqu'à la Révolution. Ainsi, Le comte de Lusigny, né en 1725, était seigneur de Grammont, des Levées, de la Sarrée, de Thorey-sons-Charny, de Veilly et de Visigneux en partie.
Courtépée précise dans son histoire du duché de la Bourgogne que la paroisse de Veilly est sous le vocable de saint Cassien, dispose d’une « petite église neuve dépendant du marquisat d’Antigny et d'une chapelle rurale autour de laquelle un cimetière ».

## Lieux et monuments

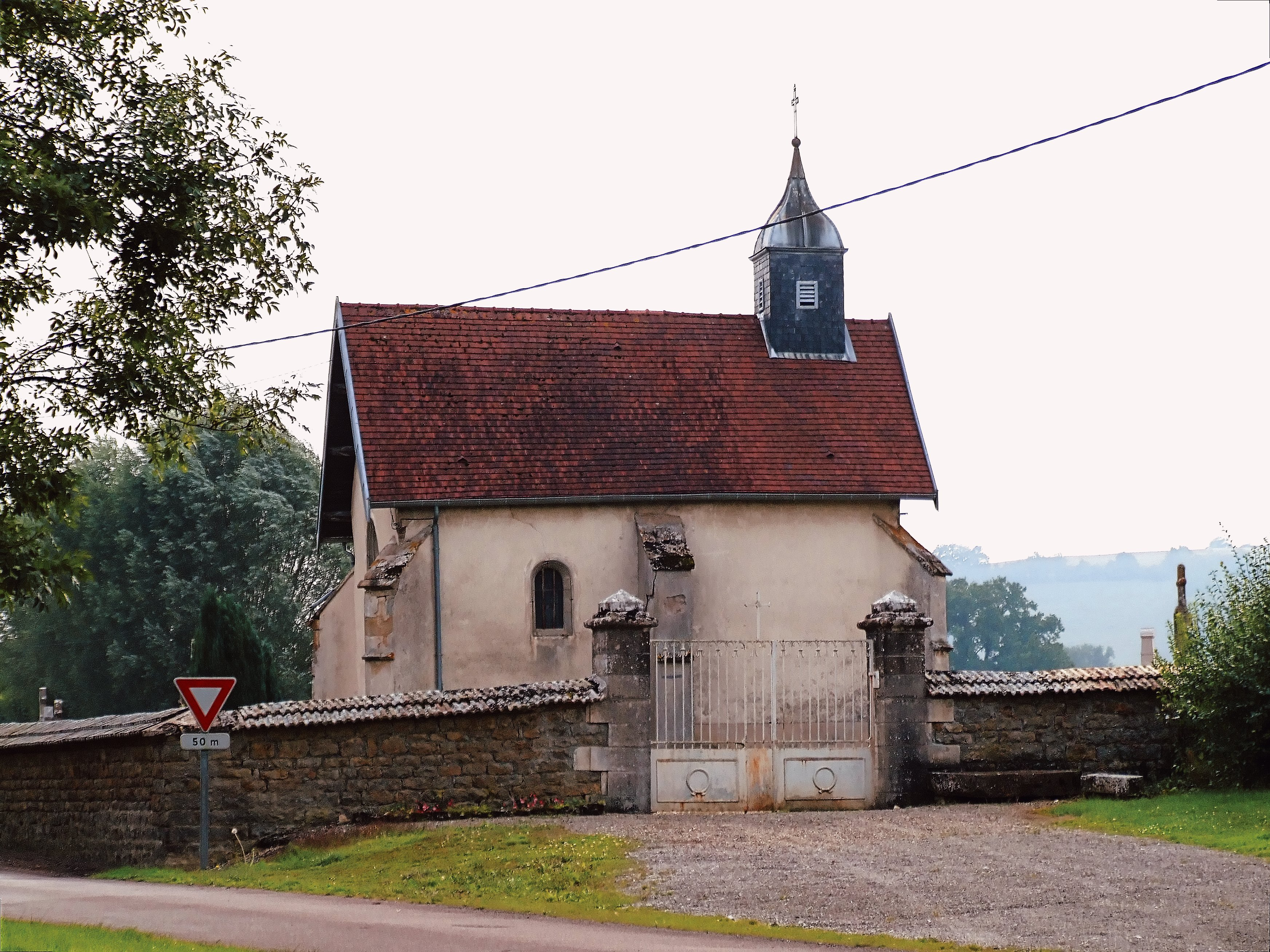
La chapelle Notre-Dame de la Consolation.
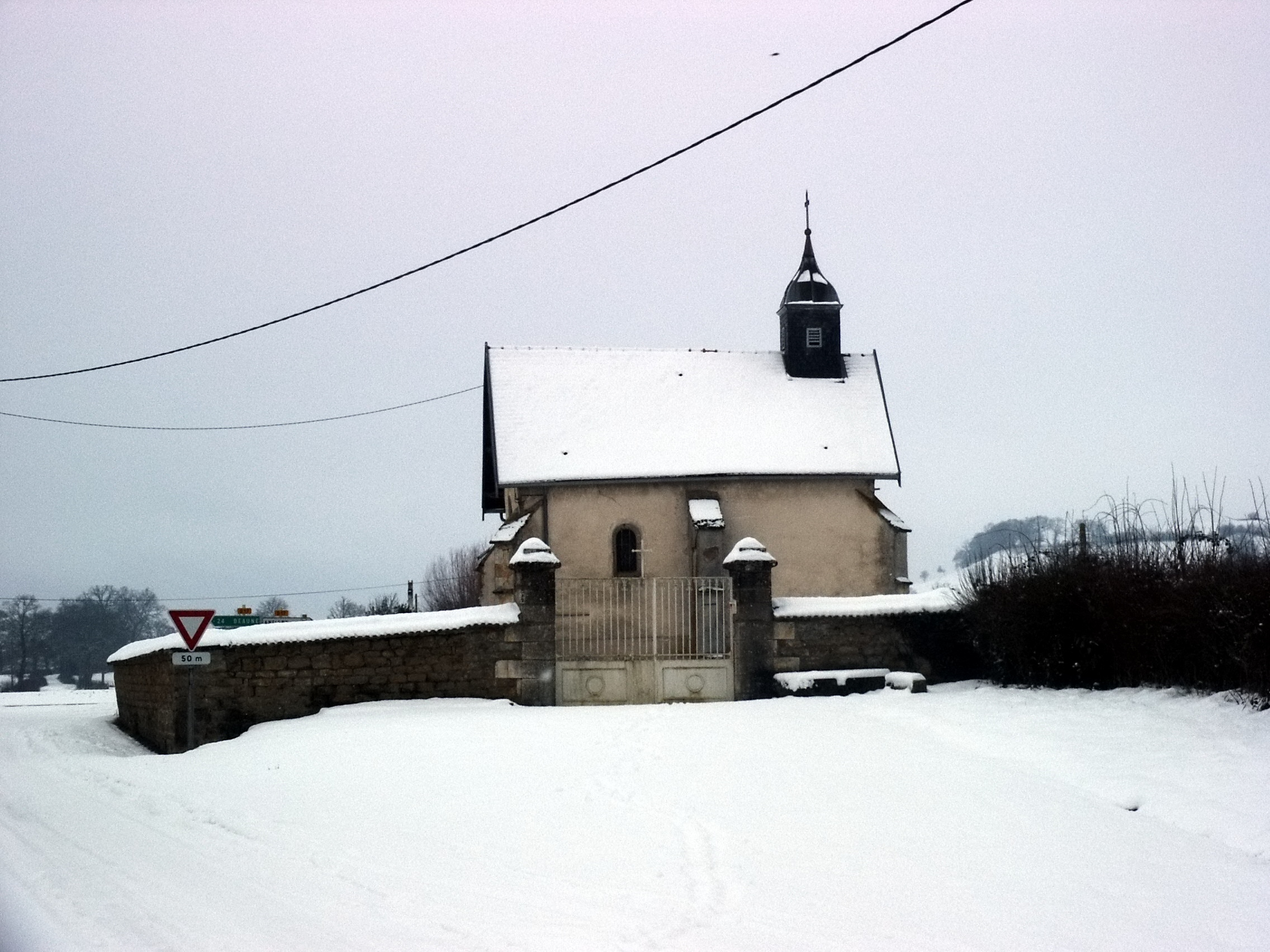
La chapelle sous la neige.
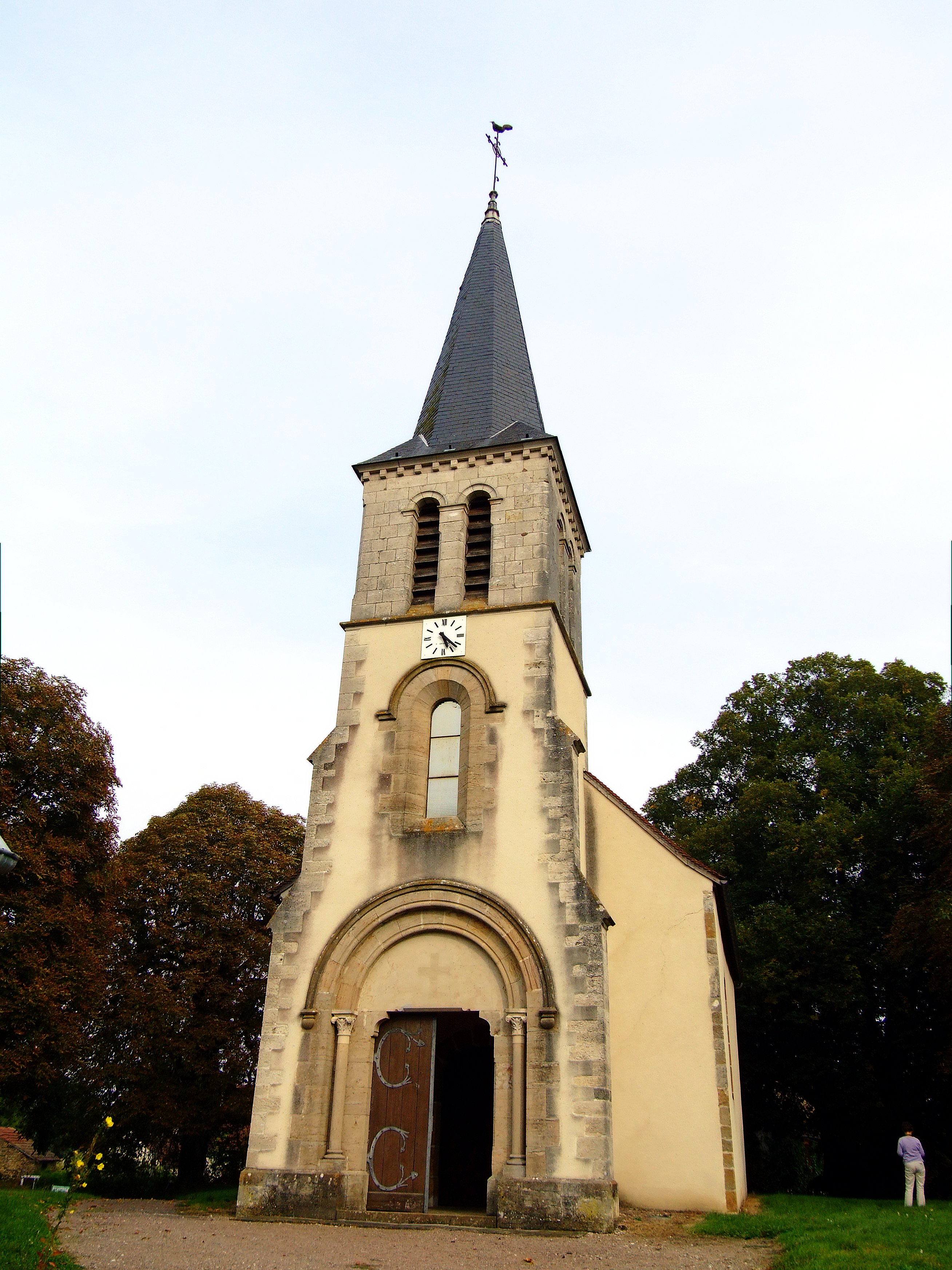
L'église Saint-Cassien.
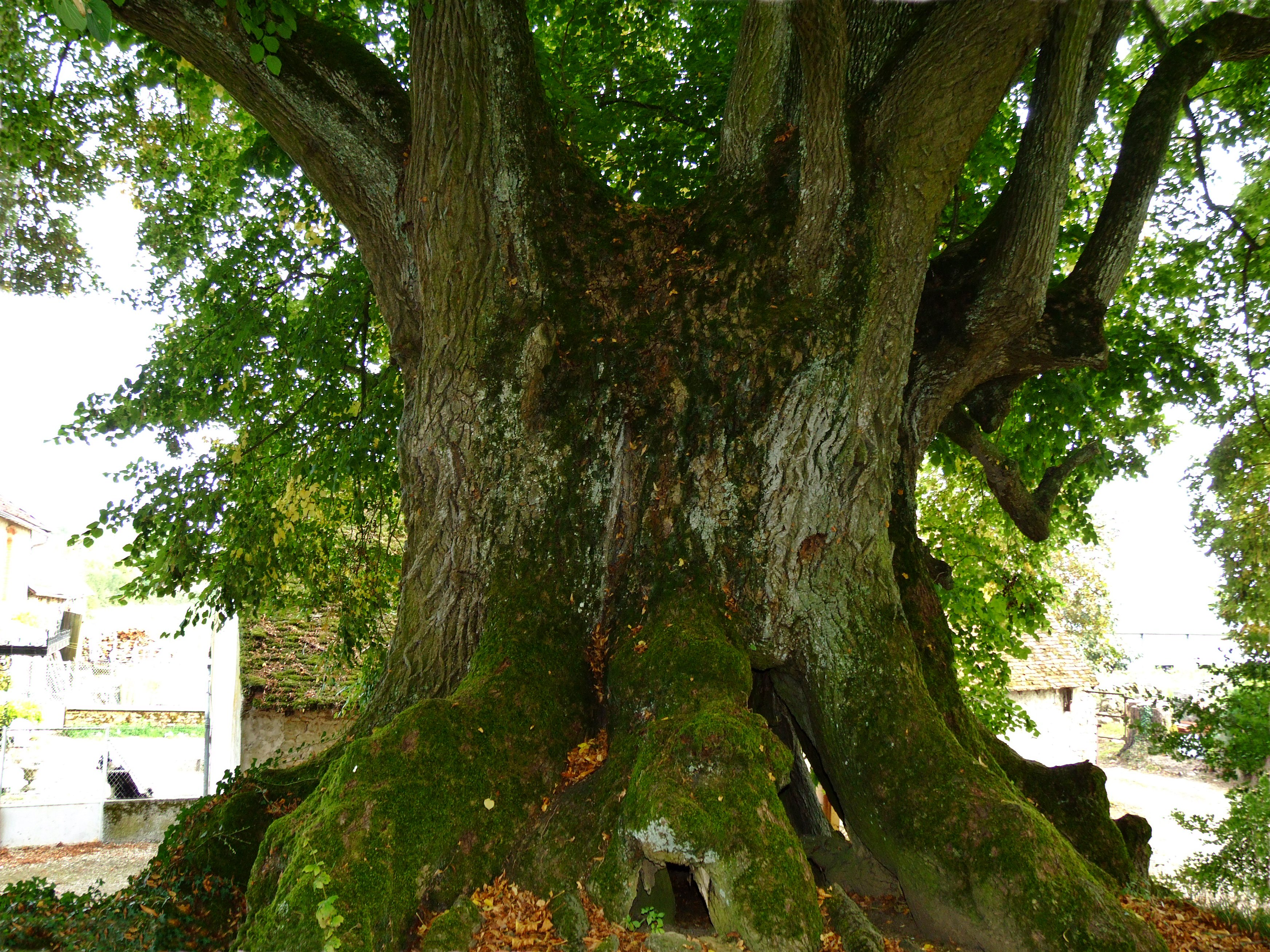
Le tilleul de Sully.

- Le tilleul de Sully : situé derrière l'église, c'est un tilleul du XVIIe siècle qui fut planté sous le règne d'Henri IV. La particularité de ce tilleul est qu'il est creux à l'intérieur et qu'il est possible de rentrer dedans. Il mesure 25 m de hauteur et 10 m de circonférence.
- L'église Saint-Cassien est une église dédiée à saint Cassien bâtie aux XVIIe et XIXe siècles. Elle a dû être rénovée en 1999 à la suite d'un violent orage qui a endommagé le clocher de l'église. Au sud du village, sur un tertre, l'église forme un ensemble bâti au XVIIIe siècle avec la tour du clocher-porche en façade. Sa nef rectangulaire est couverte d'un plafond lambrissé. Elle est séparée du chœur par un arc triomphal en plein cintre. Ce chœur est couvert d'un plafond bordé d'une corniche à modillons. L'autel majeur est également du XVIIIe siècle avec un tabernacle surmonté d'un dais d'exposition. Sur le mur du chevet, le tableau de saint Cassien, dont l'église porte le nom était entouré de statue du XVIe siècle. L’église de Veilly possède une statue représentant un saint évêque (hauteur de 0,85 cm). Suivant Jacques Baudoin, ce « saint évêque de Veilly » est la réplique agrandie de l'évêque du cortège de Champmol. Coiffé d’une haute mitre perlée, le saint de Veilly possède des traits burinés qui l’apparentent à un portrait[23]. Ce saint personnage serait une réplique agrandie de l'évêque du cortège funèbre du tombeau de Philippe le Hardi. On peut supposer que la statue sort de l’atelier de Claux de Werve[24].
- La chapelle du XVe siècle dite Notre-Dame-de-Consolation est vouée à l'assomption de la Vierge Marie. Selon la tradition, ce sanctuaire a remplacé un très ancienne chapelle. La chapelle s'ouvre par une porte panier avec accolade. À l’intérieur se remarquent deux bancs de bois sculpté du XVe siècle surmontés « d'une crête à lobes flamboyants découpés à jours ».

### La Vierge au Manteau de la Chapelle Notre-Dame de Consolation
Une statue de la Vierge au Manteau datant du XVe siècle se trouve sur l'autel de la chapelle Saint-Claude à Veilly et invoquée sous le nom de Notre-Dame de Consolation.
Cette statue est originale et est entourée d'une légende expliquant son apparition. Cette représentation de la Vierge présente des similitudes avec d'autres vierges au manteau présente dans des localités avoisinantes en Bourgogne. Il existe également des similitudes entre la légende née autour de la statue de Veilly et des légendes similaires dans les paroisses avoisinantes.

#### Description
Dans cette chapelle du XVe siècle, il y a un groupe en pierre représentant la Sainte Vierge de Miséricorde, grandeur nature, avec deux anges soulevant son manteau royal sous lequel viennent s'abriter en suppliant quatorze petits personnages. Au-dessous de cette statue, il y a un sacrarium (lieu où l'on garde les hosties consacrées) hexagonal en bois sculpté du XVe siècle.
Un faste royal environne Marie : couronne ciselée, vaste manteau de cour doublé et moucheté d'hermine, longue robe déployée en éventail à la base, surtout d'apparat.
Marie est représentée debout, son manteau ouvert protégeant les autres personnages. Un couple d'anges soulève les bords du grand manteau de la Vierge. Parmi ces personnages figurent, des saints, des priants parmi lesquels souvent le donateur ou le commanditaire.
Au pied de Marie, s'ordonne la double hiérarchie des grands de l'église et des grands de la terre : pape, cardinal, religieux ; rois, reine et gentilshommes. Dans l'affaiblissement général du modelé, se détache par la modestie de l'attitude et la ferveur de l'oraison, un chevalier.

#### Origine de la représentation
Cette statue est datée du XVe siècle. Cette partie de la Bourgogne a connu à cette époque de nombreuses calamités causées par les guerres et les épidémies et la peur de la mort était omniprésente. Parmi tous les intercesseurs spirituels invoqués, la Vierge avait alors la faveur des Bourguignons.
Ainsi de nombreuses vierges de miséricorde, de consolation, de réconfort ou de salvation furent érigées dans cette partie de la Bourgogne. Elles désignent les figurations de la Vierge abritant sous son manteau une foule de fidèles. Généralement on y reconnaît les représentants de la hiérarchie religieuse et civile.

#### Légende
La statue aurait été trouvée par un paysan qui surveillait ses vaches en train de paître. La journée avançant, il remarqua qu'un carré d'herbe vert repoussait dès qu'il fut arraché et mangés par ses vaches. Sur ce point, l'histoire a une variation différente : il s'agirait d'un carré d'herbe verte et fraîche à laquelle les bêtes n'avaient jamais touché qui attira l'attention du paysan.
S'interrogeant sur cette mystérieuse circonstance, il creusa, pensant trouver une source ou du moins quelque chose sous ce carré de terre…et il trouva une statue de Marie.
Il creusa et sortit cette statue de la terre. Puis, aidé par d'autres villageois, il tenta de transporter la statue à l'église de Bessey-la-Cour, renommée d'antiquité, consacrée aux saints Celse et Nazaire. Les chevaux ou les vaches chargés de transporter la statue jusqu'à bon port, refusèrent d’avancer et les paysans durent s'arrêter dans le village le plus proche qui était alors Veilly appelé à l’époque Veilly-sous-Antigny. De même, sur ce point la légende à une variante : la terre, sur laquelle le paysan avait trouvé la statue appartenait à un riche propriétaire d'un village voisin. Celui-ci ordonna que la statue soit ramenée dans son village mais les bœufs n'étant pas de cet avis cessèrent d'avancer. Las d'attendre, le riche propriétaire leur laissa prendre le chemin qu'ils souhaitèrent, alors les bœufs tirèrent leur charrette jusqu'au village de Veilly.

#### Développements antérieurs à la légende
Cette statue de la Vierge aurait des dons de protection. À la fin du XIXe siècle, les pèlerinages reprirent et en 1873, plus de quatre mille personnes étaient présentes le 8 septembre (fête nationale de la vierge). Notre-Dame de Consolation, représente par cette vierge de miséricorde, est, selon la tradition, une vierge trouvée miraculeuse. On dit que les mobilisés de la Première guerre mondiale sont venus avant de partir demander sa protection ; ils sont tous revenus sains et saufs à l'exception de l'un d'eux qui ne l'avait pas implorée.
Dans les années d'après-guerre, ce pèlerinage rassemblait près d'un millier de fidèles, venant des environs et de plus loin encore. Plusieurs prêtres célébraient autrefois l'office et il était de tradition que le prédicateur fût un prêtre extérieur à la paroisse. Parmi eux, on peut se souvenir d'évêque, archiprêtre, doyens des alentours sans omettre le chanoine Kir qui aimait faire étape à Veilly.
Le 15 août de chaque année, les paroissiens se réunissent pour assister à une messe qui se déroule sous le vénérable Sully et se rendent en procession dans la ravissante chapelle qui est édifiée dans le cimetière voisin. Notre-Dame-de-Consolation protège les fidèles, dit-on de mémoire d'anciens.

## Politique et administration
| Période                                  | Période  | Identité          | Étiquette | Qualité                                                              |
| ---------------------------------------- | -------- | ----------------- | --------- | -------------------------------------------------------------------- |
| avant 1988                               | 2014     | Marcel Lechenault |           |                                                                      |
| mars 2014                                | En cours | Daniel Barbier    |           | Président de la communauté de communes du canton de Bligny-sur-Ouche |
| Les données manquantes sont à compléter. |          |                   |           |                                                                      |

Veilly ne dispose d'aucun commerce. L'école communale fut fermée de fait du manque d'élèves. La population est constituée pour la plupart d'agriculteurs possédant des terrains tout autour de la commune.

## Démographie
L'évolution du nombre d'habitants est connue à travers les recensements de la population effectués dans la commune depuis 1793. Pour les communes de moins de 10 000 habitants, une enquête de recensement portant sur toute la population est réalisée tous les cinq ans, les populations de référence des années intermédiaires étant quant à elles estimées par interpolation ou extrapolation. Pour la commune, le premier recensement exhaustif entrant dans le cadre du nouveau dispositif a été réalisé en 2005.

En 2022, la commune comptait 56 habitants, en évolution de +30,23 % par rapport à 2016 (Côte-d'Or : +0,82 %, France hors Mayotte : +2,11 %).
| 1793 | 1800 | 1806 | 1821 | 1836 | 1841 | 1846 | 1851 | 1856 |
| ---- | ---- | ---- | ---- | ---- | ---- | ---- | ---- | ---- |
| 204  | 113  | 194  | 137  | 191  | 179  | 189  | 173  | 180  |

| 1861 | 1866 | 1872 | 1876 | 1881 | 1886 | 1891 | 1896 | 1901 |
| ---- | ---- | ---- | ---- | ---- | ---- | ---- | ---- | ---- |
| 160  | 150  | 173  | 168  | 144  | 130  | 120  | 119  | 123  |

| 1906 | 1911 | 1921 | 1926 | 1931 | 1936 | 1946 | 1954 | 1962 |
| ---- | ---- | ---- | ---- | ---- | ---- | ---- | ---- | ---- |
| 120  | 116  | 96   | 84   | 91   | 96   | 93   | 87   | 80   |

| 1968 | 1975 | 1982 | 1990 | 1999 | 2005 | 2006 | 2010 | 2015 |
| ---- | ---- | ---- | ---- | ---- | ---- | ---- | ---- | ---- |
| 66   | 61   | 60   | 59   | 64   | 53   | 49   | 61   | 47   |

| 2020 | 2022 | - | - | - | - | - | - | - |
| ---- | ---- | - | - | - | - | - | - | - |
| 53   | 56   | - | - | - | - | - | - | - |

## Héraldique
| Blason de Veilly | Les armes de Veilly se blasonnent ainsi : D'or au tilleul au naturel posé sur une terrasse de sinople, au chef de gueules à la croix ancrée aussi d'or. Les armes de Veilly sont très récentes car Veilly ne possédait pas d'armoiries. Sur la commande d'un ancien maire, Veilly s'est doté des suivantes armoiries : la croix des croisés représente les armes des marquis de Damas d’Antigny et l'arbre représente le tilleul planté par Sully au XVIIe siècle et qui est situé au milieu de la commune. |